# 国際電話 (企業)
国際電話株式会社（こくさいでんわ）は、国際通話、船舶通話等を業務とし設立された会社。

## 概要
1900年初頭の技術では有線（海底線）による国際電話の実用化は困難であった。1902年、短波を利用した無線電話の発明により、1927年に、米国と英国間で初めて国際無線電話の提供が開始された。日本でも国際電話事業を創設すべしとの気運が起こり、1932年12月に国際電話株式会社が設立された。
- 資本金1,000万円。

会社の設立にあたって特別法が要否が議論されたが、政府現物出資が無いこと、1915年制定の無線電信法第2条にもとづき、会社の設立が許可された。
無線電信法第1条に「無線電信及無線電話ハ政府之ヲ管掌ス」という規定があり、無線電話の交換、中継等の運用業務は、政府が行うものとされ、同社は、国際通話、対船舶通話、および無線電話設備の建設と当該設備を政府に提供する事を業務とした。このため同社の事業収入は、通信量（トラフィック）に応じた設備使用料を政府から収入としていた。
1934年9月にマニラとの、12月にはサンフランシスコとの国際電話の提供が開始された。その後、通話対地が拡大され1937年には、ほぼ全世界の主要地域との通話が可能となった。
1936年、主に太平洋航路（ハワイ経由サンフランシスコ）に就航していた秩父丸に短波無線電話装置が設置され、無線通話を開始した。

## 沿革
- 1932年（昭和7年） - 国際電話株式会社設立。
- 1933年（昭和8年） - 名崎送信所開設。
- 1934年（昭和9年） - 小室受信所開設。
- 1938年（昭和13年） - 日本無線電信株式会社と合併し国際電気通信株式会社に業務承継。